# Silke Buhr
Pour les articles homonymes, voir Buhr.
Silke Buhr, née le 26 octobre 1966 à Löhne (Allemagne), est une scénographe et architecte de cinéma allemande.

## Biographie
Après avoir terminé un apprentissage de menuisier, Silke Buhr étudie le design d'intérieur à l'Université des sciences appliquées d'Ostwestfalen-Lippe et obtient un diplôme d'ingénieur. Elle suit ensuite des études de troisième cycle en conception de décors de cinéma et de télévision avec Toni Lüdi à l'Université des sciences appliquées de Rosenheim en coopération avec l'Université de la télévision et du cinéma de Munich. Depuis 1997, elle travaille comme scénographe. En plus de cette activité, elle est chargée de cours dans le cadre d'études en costumes de scénographie à l'Université des Sciences appliquées et des Arts de Hanovre. À l'Académie du film du Bade-Wurtemberg, elle est chargée de cours dans le cadre du cours de conception de production.
En 2006, elle reçoit le Prix du cinéma allemand dans la catégorie "Meilleur design de production" pour le film La Vie des autres. Elle reçoit le Prix du cinéma bavarois 2010 et le Prix du cinéma allemand 2011 pour la conception de la production du long métrage Poll de Chris Kraus. En 2015, elle reçoit son troisième prix du cinéma allemand dans la catégorie "Meilleure image de scène" pour le long métrage Who Am I: Kein System ist sicher. Un autre prix suit en 2020 à la 70e cérémonie du Deutscher Filmpreis pour son travail sur le film Berlin Alexanderplatz de Burhan Qurbani.
Buhr est membre de l'Académie allemande du cinéma. En 2019, elle reçoit une invitation à rejoindre l'Académie des arts et des sciences du cinéma, qui décerne les Oscar.

## Filmographie partielle

### Au cinéma
- 1998 : Cascadeur – Die Jagd nach dem Bernsteinzimmer (de)
- 1999 : Die Häupter meiner Lieben (de)
- 1999 : Requiem für eine romantische Frau (cy)
- 2000 : Forget America (en)
- 2000 : Jetzt oder nie – Zeit ist Geld (de)
- 2001 : Auf Herz und Nieren (de)
- 2002 : Scherbentanz (de)
- 2006 : La Vie des autres (Das Leben der Anderen)
- 2006 : Quatre Minutes (Vier Minuten)
- 2010 : L'Étrangère (Die Fremde)
- 2010 : Poll (Poll)
- 2011 : Coq au vin (Kokowääh)
- 2012 : Anleitung zum Unglücklichsein (Anleitung zum Unglücklichsein)
- 2012 : Schutzengel (Schutzengel)
- 2014 : Who Am I: Kein System ist sicher (Who Am I – Kein System ist sicher)
- 2014 : Entre deux mondes (Zwischen Welten)
- 2015 : Ich bin dann mal weg (de)
- 2016 : Les Fleurs fanées (Die Blumen von Gestern)
- 2018 : L'Œuvre sans auteur (Werk ohne Autor)
- 2020 : Berlin Alexanderplatz (Berlin Alexanderplatz)

### À la télévision
- 2007 : Fürchte dich nicht!
- 2007 : Das zweite Leben (de)
- 2008 : Wir sind das Volk – Liebe kennt keine Grenzen (de)
- 2010 : Bella Vita (de)
- 2013 : Zeugin der Toten
- 2016 : Die Diplomatin – Das Botschaftsattentat (de)
- 2020 : Une nuit pour convaincre (Das Verhör in der Nach)